# Janusz Jędrzejewicz
Janusz Jędrzejewicz (21. června 1885 – 16. března 1951 Londýn) byl polský politik, vůdce politické skupiny Sanace a předseda vlády Polska do 10. května 1933 do 13. května 1934. Byl též ministrem školství (1931–1934) a autorem nejdůležitější školské reformy druhé polské republiky.
V roce 1904 vstoupil do Polské socialistické strany Józefa Piłsudského. Po vypuknutí první světové války vstoupil do polských legií a do Polské vojenské organizace. V roce 1918 se stal příslušníkem polské armády a sloužil jako pobočník Piłsudského. V roce 1919 byl převelen do oddílu II (zpravodajství) na velitelství litevsko-běloruského frontu a později na generální štáb. Po polsko-sovětské válce se v roce 1923 dal na politiku. Byl zvolen poslancem polského Sejmu (1928–35) a později senátorem. V roce 1926 založil měsíčník Wiedza i Życie. V roce 1929 zorganizoval učitelský svaz Zrąb a další vzdělávací společnosti, včetně Polské akademie literatury. V letech 1930–1935 byl místopředsedou Bloku nestraníků pro spolupráci s vládou. Od 12. srpna 1931 do 22. února 1934 působil jako ministr školství. Prosadil reformu polského vzdělávacího systému, která byla po něm pojmenována „Jędrzejewiczova reforma“. Rok byl předsedou vlády. Byl také spoluautorem polské ústavy z roku 1935. Po Piłsudského smrti v roce 1935 se postavil proti Táboru národní jednoty a pravému křídlu Sanace, které ale v politickém zápase zvítězilo a Jędrzejewicz odešel z politického života. Po sovětské invazi v roce 1939 uprchl do Rumunska a později přes Palestinu do Londýna. V roce 1948 byl zvolen do čela exilové politické strany Liga Niepodległości Polski. V závěru života napsal paměti pod názvem W służbie idei. Zemřel v roce 1951.
Jeho manželka Cezaria Jędrzejewiczowa byla průkopníkem etnografie v Polsku.